# Mount Oxford
Mount Oxford je hora v Chaffee County, ve střední části Colorada, ve Spojených státech amerických.
Mount Oxford leží v pohoří Sawatch Range, respektive jeho menší části nazývané Collegiate Peaks. Je součástí jižních Skalnatých hor. Nachází se mezi nejvyššími vrcholy Skalnatých hor. Mount Elbert leží 19 kilometrů severozápadně a Mount Harvard necelých 5 kilometrů jižně až jihovýchodně.
S nadmořskou výškou 4 314 metrů náleží Mount Oxford do první třicítky nejvyšších hor Colorada a také mezi nejvyšší vrcholy Skalnatých hor.
Je pojmenovaný podle Oxfordské univerzity.